# Sprecherbedeutung
Unter Sprecherbedeutung versteht man diejenige Bedeutung einer Äußerung, die durch das gegeben ist, was ein Sprecher mit einer Äußerung meint, das heißt, das, was er mit seiner Äußerung mitteilen will. Sie ist zu unterscheiden von der sprecherunabhängigen semantischen Bedeutung.
Eingeführt hat den Begriff H. Paul Grice, aber er war Gegenstand einer umfangreichen Debatte in der intentionalistischen Handlungstheorie und Semantik.
Was es heißt, mit einer Äußerung etwas zu meinen, hat Grice in einer Folge von Erläuterungen bestimmt, wobei er mit den einzelnen Erläuterungen eine schrittweise Annäherung an eine korrekte Analyse erreichen will. Innerhalb der Kontroverse um seine Theorie sind dann weitere Präzisierungen vorgenommen worden.
Ausgangspunkt bildet eine Bestimmung, die Meggle als Gricesches Grundmodell bezeichnet hat.
Grice schreibt:

‘A meant something by x’ is (roughly) equivalent to ‘A intended the utterance of x to produce some effect in an audience by means of the recognition of this intention’

„‚S meinte mit x etwas‘ ist (in etwa) äquivalent mit ‚S beabsichtigte, daß die Äußerung von x bei einem Hörer eine Wirkung mittels der Erkenntnis dieser Absicht hervorruft‘“

wobei Grice als zusätzliche Voraussetzung aufführt, dass der Hörer Kontrolle über das Eintreten der intendierten Wirkung haben muss.
Einige Jahre später präzisiert er:

‘U meant something by uttering x’ is true iff, for some audience A, U uttered x intending
(1) A to produce a particular response r
(2) A to think (recognize) that U intends (1)
(3) A fulfill (1) on the basis of his fulfillment of (2).

„‚S meinte etwas mit der Äußerung von x‘ ist wahr gdw. für einen Hörer H gilt: S äußerte x mit der Absicht, daß
(1) H eine bestimmte Reaktion r zeigt
(2) H glaubt (erkennt), daß S (1) beabsichtigt
(3) H (1) aufgrund seiner Erfüllung von (2) erfüllt“

Dabei ist zu beachten, dass der Begriff 'Äußerung' bzw. 'äußern' hier eine erweiterte Bedeutung hat. Er kann Grice Verwendung nach auch eine Handlung bezeichnen, die nicht sprachlich oder konventionalisiert ist.
Die Bestimmung des Griceschen Grundmodells hat zahlreiche Verfeinerung erfahren (teilweise von Grice selbst). Die Bedeutung hängt von den Absichten des Sprechers und nur von diesen ab, ist also sprecherzentriert. Hörer spielen nur eine Nebenrolle. Es ist kritisiert worden, dass die Sprecherbedeutung noch keine Kommunikation garantiert, sondern nur wenn die Bedeutung, die der Hörer der Äußerung des Sprechers zuordnet, in etwa der Sprecherbedeutung entspricht hat Kommunikation stattgefunden.